# 중화통일촉진당
중화통일촉진당(中華統一促進黨)은 중화민국의 보수주의 정당이다. 2005년 보위중화대동맹(保衛中華大同盟)이라는 이름으로 창당했으며 중국 국민주의, 중국 통일을 지지한다.